# هونيتون
هونيتون ( /ˈhʌnitən/ أو /ˈhɒnitən/ ) هي مدينة السوق وأبرشية مدنية في ديفون الشرقية وتقع على مقربة من نهر أوتر على بعد 17 ميل (27 كـم) شمال شرق إكستر في مقاطعة ديفون، يقدر عدد سكان هونيتون بـ 11،822 (بناءً على تقديرات منتصف العام لجناحي هونيتون في عام 2009).

## معالم

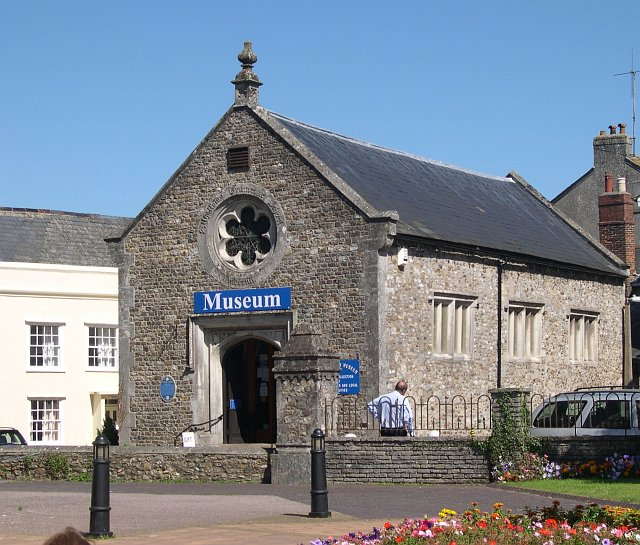
متحف هونيتون تاون

جميع مباني هاي ستريت هي مباني جورجية تقريبًا ويرجع تاريخها إلى ما بعد حرائق 1747 و 1765. ومن الأمور ذات الأهمية الخاصة Marwood House ، 1619 ، و Manor House الذي كان في الأصل نزلًا للتدريب (الشرفة المضافة تعود إلى القرن التاسع عشر).
يعود تاريخ Honiton Garage إلى حوالي عام 1700 وتتميز قاعة السوق (التي كانت تحتوي في الأصل على أروقة في الطابق الأرضي وغرفة تجميع أعلاه) بواجهة حجرية متواضعة تعود إلى أوائل القرن التاسع عشر. 

### الكنائس

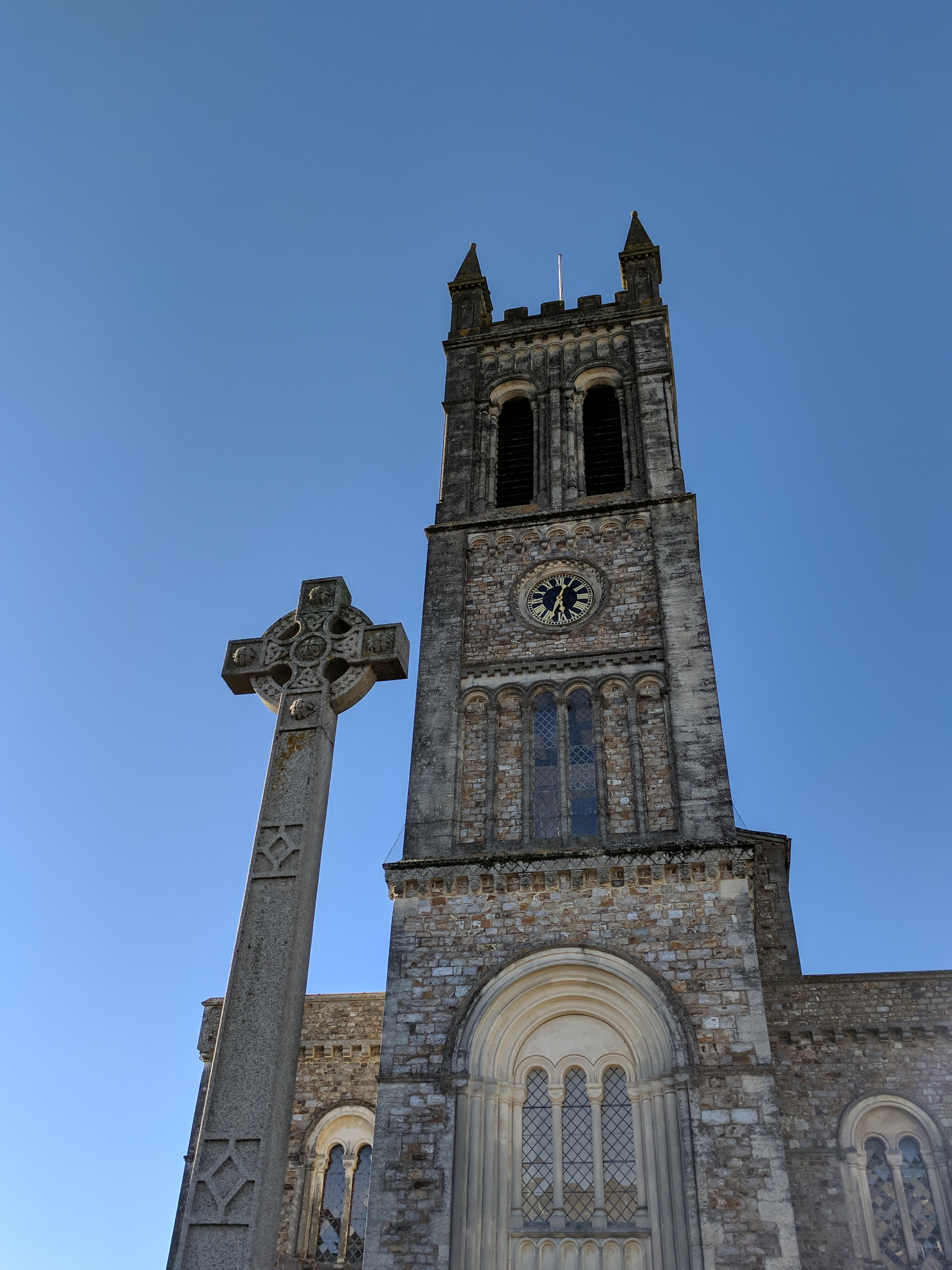
كنيسة القديس بولس في وقت مبكر من المساء

## المواصلات
تقع Honiton على بعد حوالي 13 ميلاً من مطار إكستر.

## المدن التوأم
تم توأمة Honiton مع Mézidon-Canon في فرنسا و Gronau (Leine) في ألمانيا. 

## سكان بارزون
- روزي دوجديل
- صموئيل جريفز : أميرال البحرية الملكية
- أوزياس همفري : الفنان
- ألفريد ليمان : الفنان
- جو بافي : رياضي
- وليام سالتر : فنان
- موريس إدغار سيتيرس : لاعب كرة قدم محترف
- جورج بلاغدون وستكوت : قائد البحرية الملكية
- Shrimplord : أسطورة Instagram المتقاعد

## روابط خارجية
- مجلس مدينة هونيتون
- Honiton على مشروع الدليل المفتوح